# Уэст, Томас, 1-й барон Уэст
Томас Уэст (англ. Thomas West; 1365 — 19 апреля 1405) — английский аристократ, 1-й барон Уэст с 1402 года.

## Биография
Томас Уэст принадлежал к рыцарскому роду и был сыном сэра Томаса Уэста и Элис Фицгерберт. Он родился в 1365 году. Когда Томасу было 17, он, его мать и сестра Элеанора подверглись нападению и ограблению со стороны Николаса Клифтона, который похитил его сестру; вероятно, это был тот самый Николас Клифтон, который позже женился на Элеаноре. По-видимому, Уэст служил вместе со своим отцом при короле Ричарде II. Один из них был на службе в Кале в 1386 году, в год смерти Томаса-старшего. В качестве рыцаря-баннерета Томас-младший участвовал в ирландском походе 1399 года под началом Эдуарда Норвичского. В 1401 году он сопровождал молодую вдову Ричарда II Изабеллу Валуа домой, во Францию.
Уэст был посвящен в рыцари в 1399 году и вызван в парламент в качестве барона Уэста 19 июня 1402 года. К тому времени он владел поместьями в Ноттингемшире, Уилтшире, Сомерсете и Дорсете. Позже сэр Томас получил право опеки над аббатством Болье. Он умер в 1405 году и был похоронен в монастыре Крайстчерч в Дорсете.

## Семья
Томас Уэст был женат на Джоан ла Варр, дочери Роджера де ла Варра, 3-го барона Ла Варра, и Элеаноры Моубрей. В этом браке родились трое сыновей и одна дочь:
- Томас, 2-й барон Уэст;
- Реджинальд, 3-й барон Уэст и 6-й барон Ла Варр[1];
- Джон;
- Джоан, жена Ричарда Делабера и Уильяма Кейтсби.